# Caitlyn Taylor Love
Caitlyn Taylor Love (Corpus Christi, Texas; 16 de junio de 1994) es una actriz y cantante estadounidense. Es conocida por coprotagonizar la serie original de Disney XD, I'm in the Band.

## Biografía
Caitlyn Taylor Love nació en Corpus Christi, Texas, y creció en Harlingen, Texas.

## Carrera
Ella empezó a perseguir un interés en el entretenimiento a los 10 años, compitiendo en la División de talento en concurso Miss Texas. Que terminaría ganando la división en 2004. Ella fue invitada en julio de 2005 para competir en el IMTA Nueva York, donde ganó Miss Jr. Actriz del Año junto con varios otros premios de actuación y canto.
Love se mudó a Los Ángeles, California, donde fue brevemente un miembro del reparto de Punk'd de MTV, donde participó en una broma a Rihanna. Ella se logró más notabilidad al competir en America's Got Talent de NBC, apareciendo como semifinalista en la primera temporada.
En 2009, Love se convirtió en parte del elenco de la serie Original de Disney XD, I'm in the Band.
Love ha firmado con Genuine Music Group y está preparando un master demo. Se va a llamar "Bad Case Of Love Disease", que es una canción en el álbum escrito por JakeAce Rivers.
Actualmente es la voz de Ava Alaya/Tigresa Blanca en la serie animada Ultimate Spider-Man.

## Filmografía
| Año       | Título                                   | Rol                      | Notas                          |
| --------- | ---------------------------------------- | ------------------------ | ------------------------------ |
| 2006      | America's Got Talent (Primera temporada) | Ella misma               | Semifinalista                  |
| 2006      | Punk'd                                   | Ella misma               | 1 episodio                     |
| 2010      | Hermano Abeja                            |                          | Banda sonora: "We're The Kids" |
| 2009-2011 | Estoy en la Banda                        | Izzy Fuentes             | Papel recurrente               |
| 2014      | The Ghosts on Hurdle Avenue              | Eva Luján                |                                |
| 2012-2017 | Ultimate Spider-Man                      | Ava Ayala/Tigresa Blanca | Voz                            |

## Discografía
| Título              | Fecha de lanzamiento |
| ------------------- | -------------------- |
| Even If It Kills Me | 22 de marzo de 2011  |

## Premios y nominaciones
| Premios | Premios               | Premios                                           | Premios         | Premios   |
| Año     | Premio                | Categoría                                         | Trabajo         | Resultado |
| ------- | --------------------- | ------------------------------------------------- | --------------- | --------- |
| 2012    | Premios Artista Joven | Mejor actuación en una serie de TV - Actriz joven | I'm in the Band | Nominada  |